# Episodi di Shetland (prima stagione)
La prima stagione della serie televisiva Shetland è stata trasmessa nel Regno Unito per la prima volta dall'emittente BBC One dal 10 all'11 marzo 2013,
In Italia, la serie è stata trasmessa dal 15 marzo 2018 sull'emittente Giallo.
| nº | Titolo originale   | Titolo italiano                | Prima TV UK   | Prima TV Italia |
| -- | ------------------ | ------------------------------ | ------------- | --------------- |
| 1  | Red Bones – Part 1 | L'isola dei cadaveri - parte 1 | 10 marzo 2013 | 15 marzo 2018   |
| 2  | Red Bones – Part 2 | L'isola dei cadaveri - parte 2 | 11 marzo 2013 | 15 marzo 2018   |